# Lucia
Lucia ist ein weiblicher Vorname und ein Familienname.

## Herkunft und Bedeutung
Lucia ist die weibliche Form von Lucius: „leuchten“, „leuchtend“, „die am Tag Geborene“.

## Varianten

### Weibliche Varianten
- Albanisch: Luçije
- Deutsch: Luzia
- Englisch: Lucinda, Lucy
  - Schottisch-Gälisch: Liùsaidh
- Französisch: Lucienne, Lucie, Luce, Lucette, Lucile, Lucille, Lucinde
- Italienisch: Luciana, Luce
  - Diminutiv: Lucetta, Lucilla
  - Latein: Lucilla, Luciana
- Kroatisch: Lucija
- Lettisch: Lūcija
- Litauisch: Liucija
- Niederländisch: Luus
- Polnisch: Łucja
- Portugiesisch: Luciana, Lúcia, Lucinda, Luzia, Luciene
- Rumänisch: Luciana
- Russisch: Лукерья, Люся
- Slowenisch: Lucija
- Spanisch: Luciana, Lucía, Luz, Lucila
  - Katalanisch: Llúcia
- Tschechisch: Lucie
- Ungarisch: Luca, Lúcia

### Männliche Variante
- Deutsch: Lucius, Lucian
- Englisch: Lucius, Lucian
- Französisch: Lucien
- Griechisch:
  - Altgriechisch: Λουκιανός Lukianós, Λούκιος Lúkios
- Italienisch: Luciano, Lucio
  - Latein: Lucianus
- Kroatisch: Lucijan
- Polnisch: Łucjan, Lucjan, Lucjusz
- Portugiesisch: Luciano, Lúcio
- Russisch: Лукьян Lukjan
- Spanisch: Luciano, Lucio
  - Baskisch: Luken
- Ukrainisch: Лук'ян Luk'jan

## Namenstage
- 25. März: nach Lucia Filippini, (* 13. Januar 1672, † 25. März 1732), Ordensgründerin und Heilige
- 19. September: nach Lucia vom Berg, († 19. September 1090), mittelalterliche Einsiedlerin und Heilige
- 13. Dezember: nach Lucia von Syrakus, (* um 283, † um 303 oder 304), frühchristliche Märtyrerin und Heilige, (siehe auch: Luciafest)

## Bekannte Namensträgerinnen

### Vorname
Lucia, Lúcia oder Lucía:
- Lúcia Alves (* 1997), portugiesische Fußballspielerin
- Lucia True Ames Mead (1856–1936), US-amerikanische Pazifistin und Feministin
- Lucia Anger (* 1991), deutsche Skilangläuferin
- Lucia Azzolina (* 1982), italienische Politikerin und Lehrerin
- Lucía Berra (* 1998), mexikanische Handballspielerin
- Lucia Böck (* 1998), österreichische Saxophonistin und Holzbläserin
- Lucia Bosè (1931–2020), italienische Schauspielerin
- Lúcia Braga (1934–2020), brasilianische Politikerin
- Lucia Bronzetti (* 1998), italienische Tennisspielerin
- Lucía Cano (* 1965), spanische Architektin
- Lucía Carrillo (* 2002), spanische Leichtathletin
- Lucia Filippini (1672–1732), italienische Ordensgründerin
- Lucía Fumero (* 1991), spanische Jazzmusikerin
- Lucia Gailová (* 1971), tschechoslowakisch-deutsche Schauspielerin und Hörspielsprecherin
- Lucía García (* 1998), spanische Fußballspielerin
- Lucía Gil (* 1998), spanische Sängerin und Schauspielerin
- Lucía Guerrero (* 1993), spanische Schauspielerin
- Lucia Heilman (* 1929), österreichische Überlebende des NS-Regimes und Ärztin
- Lucía Hiriart (1922–2021), chilenische Primera Dama (First Lady)
- Lucie Jarrige (* 1990), französische Chemiker und Parakletterin
- Lúcia Lobato (* 1965), Politikerin aus Osttimor
- Lucia Lucia (* 1997), deutsche Autorin und Slam-Poetin
- Lucia Medzihradská (* 1968), slowakische Skirennläuferin
- Lucía Méndez (* 1955), mexikanische Schauspielerin, Sängerin und Model
- Lúcia Mendonça Previato (* 1949), brasilianische Biologin und Professorin für Mikrobiologie
- Lucia Moholy (1894–1989), Fotografin
- Lúcia Moniz (* 1976), portugiesische Sängerin und Schauspielerin
- Lúcia Nagib (* 1956), brasilianische Filmwissenschaftlerin
- Lucia Ondrušová (* 1988), slowakische Fußballspielerin
- Lucia Orkić (* 2005), österreichisch-kroatische Fußballspielerin
- Lucía Palacios (* 1972), spanische Filmregisseurin und Labelmacherin
- Lucía Pérez (* 1985), spanische Sängerin
- Lucia Popp (1939–1993), slowakische Sopranistin
- Lucia Puttrich (* 1961), deutsche Politikerin (CDU)
- Lucia Recchia (* 1980), italienische Skirennläuferin
- Lucia A. Reisch (* 1964), deutsche Sozial- und Wirtschaftswissenschaftlerin
- Lúcia dos Santos (1907–2005), portugiesische Karmelitin, „Seherin“ von Fátima
- Lucia Sauca (1963–2013), rumänische Ruderin
- Lucia Schanbacher (* 1989), deutsche Politikerin (SPD)
- Lucia Šimová (* 1990), slowakische Biathletin
- Lucía Sotomayor (* 2000), bolivianische Sprinterin
- Lucia Stafford (* 1998), kanadische Leichtathletin
- Lúcia Taeki (* 1972), osttimoresische Politikerin
- Lucía Tavera (* 1979), spanische Badmintonspielerin
- Lucia Zucchetti, italienische Filmeditorin

Fiktion
- Lucia Caminos, Hauptfigur des Videospiels Grand Theft Auto VI

Lucie:
- Lucie Arnaz (* 1951), US-amerikanische Schauspielerin
- Lucie Barma (* 1962), kanadische Freestyle-Skierin
- Lucie Beyer (1914–2008), deutsche Politikerin (SPD)
- Lucie Bílá (* 1966), tschechische Sängerin (Popmusik) und Schauspielerin
- Lucie Charvátová (* 1993), tschechische Biathletin und Skilangläuferin
- Lucie Chroustovská (* 1972), ehemalige tschechische Skilangläuferin und Biathletin
- Lucie Cousturier (1876–1925), französische Malerin, Kunstkritikerin und Schriftstellerin
- Lucie Debay (* 1985), französisch-belgische Schauspielerin
- Lucie Décosse (* 1981), französische Judoka, Olympiasiegerin und Weltmeisterin
- Lucie Delarue-Mardrus (1874–1945) war eine französische Dichterin, Romanautorin, Journalistin, Historikerin, Bildhauerin und Zeichnerin
- Lucie Domeier (1767–1836), deutsche Schriftstellerin und Übersetzerin
- Lucie Englisch (1902–1965), österreichische Schauspielerin
- Lucie Ferauge (* 2000), belgische Sprinterin
- Lucie Fischer (1926–2018), ehemalige deutsche Gewerkschafterin und Politikerin
- Lucie Flebbe (* 1977), deutsche Autorin von Kriminalromanen
- Lucie Florková (* 1990), tschechische Fußballspielerin
- Lucie Groszer (1914–1997), deutsche Verlegerin
- Lucie Heinze (* 1988), deutsche Schauspielerin
- Lucie Hochmann (* 1991), tschechische Radsportlerin
- Lucie Höflich (1883–1956), deutsche Schauspielerin
- Lucie Hradecká (* 1985), tschechische Tennisspielerin
- Lucie Jones (* 1991), britische Sängerin, Schauspielerin und Model
- Lucie Laroche (* 1968), kanadische Skirennläuferin
- Lucie Laurier (* 1975), kanadische Schauspielerin
- Lucie Manén (1899–1991), deutsche Opernsängerin und Gesangspädagogin
- Lucie Mannheim (1899–1976), deutsche Schauspielerin
- Lucie Muhr (* 1978), deutsche Schauspielerin
- Lucie Oršulová (* 1975), tschechische Skibergsteigerin
- Lucie Radová (1931–2016), tschechoslowakisch-schweizerische Malerin, Buchillustratorin, Organistin und Restauratorin
- Lucie Reed (* 1974), tschechische Triathletin und 2009 Ironman-Siegerin
- Lucie Robinson (* 1978), tschechische Porträt-, Kunst- und Modefotografin
- Lucie Rydvalová (* 1991), tschechische Volleyballspielerin
- Lucie Šafářová (* 1987), tschechische Tennisspielerin
- Lucie Silvas (* 1977), neuseeländische Popsängerin
- Lucie Voňková (* 1992), tschechische Fußballspielerin
- Lucie Zedníčková (* 1968), tschechische Schauspielerin

Luz:
- Luz del Carmen Ibáñez Carranza (* 1955), peruanische Juristin
- Luz Casal (* 1958), spanische Sängerin
- Luz Cipriota (* 1985), argentinische Schauspielerin
- Luz Gabás (* 1968), spanische Anglistin und Schriftstellerin
- Luz Machado (1916–1999), venezolanische Autorin, Dichterin und politische Aktivistin
- Luz Rios (* 1976), mexikanische Singer-Songwriterin
- Luz Rivas (* 1974), US-amerikanische Politikerin der Demokratischen Partei
- Luz Saucedo (* 1983), mexikanische Fußballspielerin
- Luz María Zornoza (* 1994), peruanische Badmintonspielerin

Luzia:
- Luzia Beil (* 1999), deutsche Nationalspielerin in der Boulespiel-Sportart
- Luzia Braun (* 1954), deutsche Filmemacherin, Redakteurin und Moderatorin
- Luzia-Maria Derks (* 1959), deutsche Installations- und Lichtkünstlerin
- Luzia Ebnöther (* 1971), Schweizer Curlerin
- Luzia Kessler (* 1999), Schweizer Unihockeyspielerin
- Luzia Moldenhauer (* 1959), deutsche Politikerin (SPD)
- Luzia Nistler (* 1957), österreichische Theater-, Oper- und Musicalschauspielerin
- Luzia Premoli MCCJ (* 1955), brasilianische römisch-katholische Ordensschwester
- Luzia Sutter Rehmann (* 1960), reformierte Schweizer Theologin
- Luzia Tschirky (* 1990), Schweizer Fernsehjournalistin
- Luzia von Wyl (* 1985), Schweizer Jazzpianistin und Komponistin
- Luzia Zberg (* 1970), Schweizer Radrennfahrerin

Luzie:
- Luzie Buck (* 1983), deutsche Schauspielerin
- Luzie Juckenburg (* 1997), deutsche Schauspielerin, Sängerin und YouTuberin
- Luzie Kurth (* 1997), deutsche Schauspielerin und Hörspielsprecherin
- Luzie Loose (* 1989), deutsche Regisseurin und Drehbuchautorin
- Luzie Nadjafi (* 2007), deutsch-iranische Nachwuchsschauspielerin und Model
- Luzie Uptmoor (1899–1984), deutsche Malerin

### Varianten
Lucienne:
- Lucienne von Rochefort (* 1088, † nach 1137), erste Gemahlin des französischen Königs Ludwig VI.

- Lucienne Bloch (1909–1999), schweizerisch-amerikanische Malerin, Bildhauerin und Fotografin
- Lucienne Boyer (1903–1983), französische Sängerin
- Lucienne Bréval (1869–1935), Schweizerisch-französische dramatische Sopranistin und Opernsängerin
- Lucienne Chatenoud (* 1956), französische Immunologin
- Lucienne Day (1917–2010), englische Textildesignerin
- Lucienne Garcia, bekannt als Sophie Garel (* 1942), französische Sängerin und Fernsehmoderatorin
- Lucienne Höppner (* 1994), deutsche Skispringerin
- Lucienne Lanaz (* 1937), Schweizer Dokumentarfilmerin
- Lucienne Legrand (1920–2022), französische Schauspielerin
- Lucienne L’Heureux-Arel (* 1931), kanadische Organistin und Musikpädagogin
- Lucienne Peiry (* 1961), Schweizer Kunsthistorikerin
- Lucienne Renaudin Vary (* 1999), französische Trompeterin
- Lucienne Schmith (1926–2022), französische Skirennläuferin
- Lucienne Velu (1902–1998), französische Diskuswerferin, Kugelstoßerin und Sprinterin

Lucile:
- Lucile Bordes (* 1971), französische Hochschullehrerin und Autorin
- Lucile Browne (1907–1976), US-amerikanische Schauspielerin
- Lucile Desamory (* 1977), belgische Filmemacherin, Schauspielerin und Musikerin
- Lucile Desmoulins (1770–1794), Frau eines französischen Revolutionärs
- Lucile Grahn (1819–1907), dänische Tänzerin und Ballerina
- Lucile Hadzihalilovic (* 1961), französische Regisseurin und Drehbuchautorin
- Lucile Morat (* 2001), französische Skispringerin
- Lucile Watson (1879–1962), US-amerikanische Film- und Theaterschauspielerin

Lucilla:
- Lucilla (148/49–181/82), Tochter des römischen Kaisers Mark Aurel und die Ehefrau seines Mitkaisers Lucius Verus

- Lucilla Agosti (* 1978), italienische Schauspielerin, Showmasterin und Moderatorin
- Lucilla Andreucci (* 1969), italienische Langstreckenläuferin
- Lucilla Boari (* 1997), italienische Bogenschützin
- Lucilla Galeazzi (* 1950), italienische Sängerin
- Lucilla Perrotta (* 1975), italienische Beachvolleyballspielerin

Lucille:
- Lucille Ball (1911–1989), US-amerikanische Schauspielerin
- Lucille Bliss (1916–2012), US-amerikanische Schauspielerin und Synchronsprecherin
- Lucille Bogan (1897–1948), US-amerikanische Vaudeville- und Bluessängerin, Songwriterin und Gitarristin
- Lucille Bremer (1917–1996), US-amerikanische Schauspielerin
- Lucille Clifton (1936–2010), US-amerikanische Schriftstellerin
- Lucille Dixon (1923–2004), US-amerikanische Musikerin
- Lucille Eichengreen (1925–2020), US-amerikanische Autorin
- Lucille Hegamin (1894–1970), US-amerikanische Blues-Sängerin
- Lucille La Verne (1872–1945), US-amerikanische Theater- und Filmschauspielerin
- Lucille-Mareen Mayr (* 1993), deutsche Schauspielerin, Sängerin, Musical-Darstellerin und Synchronsprecherin
- Lucille Ricksen (1910–1925), US-amerikanische Filmschauspielerin der Stummfilmzeit
- Lucille Roybal-Allard (* 1941), US-amerikanische Politikerin
- Lucille Sévin (vor 1920 – nach 1940), französische Bildhauerin
- Lucille Starr (1938–2020), kanadische Country-Sängerin
- Lucille Weber, geb. Opitz (* 1977), deutsche Eisschnellläuferin
- Lucille Wheeler (* 1935), kanadische Skirennläuferin

## Familienname
Lucie:
- Edward Lucie-Smith (* 1933), jamaikanischer Dichter, Journalist und Kunsthistoriker
- Lawrence Lucie (1907–2009), US-amerikanischer Jazzmusiker

Lucia:
- Alfonso De Lucia (* 1983), italienischer Fußballtorhüter
- Douglas Lucia (* 1963), US-amerikanischer Geistlicher, Bischof von Syracuse
- Fernando de Lucia (1860–1925), italienischer Opernsänger (Tenor)
- Jon De Lucia (* 1980), US-amerikanischer Jazzmusiker
- Lucia Lucia (* 1997), deutsche Autorin und Slam-Poetin